# Quintus Minucius Esquilinus
Quintus Minucius Esquilinus Augurinus (* um 495 v. Chr.; † nach 457 v. Chr.) war der Überlieferung nach ein römischer Politiker im 5. Jahrhundert v. Chr.
Minucius gehörte der plebejischen Familie der Minucier an. Er war angeblich der Sohn des Konsuls von 492 v. Chr., Publius Minucius Augurinus, und der Bruder von Lucius Minucius Esquilinus Augurinus, dem Suffektkonsul des Jahres 458 v. Chr.
Im Jahr 457 v. Chr. wurde Minucius zusammen mit Gaius Horatius Pulvillus zum Konsul gewählt und soll während seiner Amtszeit gegen die Aequer gekämpft haben. Weiteres ist über ihn nicht bekannt.
Die Konsulate der Minucier sind – so mittlerweile einhellige Meinung innerhalb der Fachwissenschaft – alle aus den Konsullisten zu streichen, da sie später, wohl um 300 v. Chr., interpoliert wurden. In der Frühphase der Republik konnten nur Patrizier zum Konsulamt gelangen, die gens Minucia war jedoch eindeutig plebejisch.